# Tournon-saint-pierre (marque fromagère)
Pour les articles homonymes, voir Tournon-Saint-Pierre (homonymie).
Le Tournon-saint-pierre est un fromage de chèvre des départements de l'Indre et d'Indre-et-Loire, en région Centre-Val de Loire.
Il porte le nom de la commune homonyme.

## Histoire
Le fromage appartenant au groupe agro-industriel Eurial Poitouraine était fabriqué à Pouligny-Saint-Pierre.

## Le fromage
Le Tournon-saint-pierre est un fromage au lait cru de chèvre et à pâte molle à croûte naturelle.
Il est de forme légèrement tronconique fine et de couleur crème,.
Sa masse est de 120 g.
L'étiquette mentionne la marque « Tournon-saint-pierre » en gros, suivi de la marque « Couturier » en plus petit, avec au centre une tête de chèvre stylisée.
Sa durée d’affinage est de 8 jours à 3 semaines.

## Production
La plupart des fromages sont fabriqués par l'usine Eurial Poitouraine de Tournon-Saint-Martin.

## Lieu de vente et fête
Un espace de vente directe de différents produits locaux (« La Maison du fromage et des produits locaux ») a ouvert en juillet 2011 à Pouligny-Saint-Pierre.